# Myoung Bok-hee
Myoung Bok-Hee (hangul: 명복희, hanja: 明福姬), född den 29 januari 1979, är en sydkoreansk handbollsspelare.
Hon tog OS-silver i damernas turnering i samband med de olympiska handbollstävlingarna 2004 i Aten.